# Playa de Covachos
La playa de Covachos se encuentra situada en la localidad española de Soto de la Marina, en el municipio cántabro de Santa Cruz de Bezana.

## Descripción

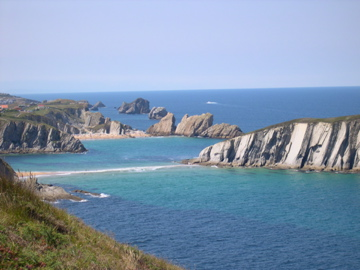
Covachos. Al fondo se aprecia la Playa de la Arnía.

Su nombre proviene de las cuevas que hay entre las rocas calizas que rodean la arena de la playa.
Está considerada una de las playas más bellas de Cantabria por el tómbolo que en las bajamares la une a la Isla del Castro. Se encuentra rodeada por un acantilado y su acceso es peatonal a través de unas escaleras. Actualmente el acceso es realmente complicado pues las fuertes mareas se llevaron arena y hay que ayudarse de cuerdas para entrar y salir. Hay una cascada de agua cuyo origen no está del todo claro si es filtrada y de origen natural o un desagüe.
Tiene una longitud de 600 metros y está dividida en dos partes por una zona rocosa. La pendiente de acceso al agua es bastante pronunciada por lo que es aconsejable la prudencia en el baño. Está frecuentada por nudistas.
Los alrededores lo constituyen praderías y urbanizaciones residenciales. El arenal más cercano es Arnía, al oeste y ocupando ya terrenos del municipio de Piélagos.